# Sidi Ahmed Ben-Moussa
Pour le grand vizir du royaume du Maroc, voir Ahmed ben Moussa (Bahmad).
Sidi Ahmed Ben-Moussa (en arabe سيدي أحمد بن موسى) né à Fès ou Kerzaz vers 1500  et mort à Kerzaz vers 1600, est un érudit musulman du Maghreb, fondateur de la confrérie musulmane des Kerzazïa.
Il a étudié à Fès au Maroc, avant d'entrer à Kerzaz pour enseigner. Il tomba malade pendant l'une de ses tournées, retourna à Kerzaz où il mourut en 1604[réf. nécessaire].